# Liste der Biografien/Schneider, F
Liste der Biografien |
Portal Biografien |
F Personensuche
# |
A |
B |
C |
D |
E |
F |
G |
H |
I |
J |
K |
L |
M |
N |
O |
P |
Q |
R |
S |
T |
U |
V |
W |
X |
Y |
Z |
?
 
Sa |
Sb |
Sc |
Sd |
Se |
Sf |
Sg |
Sh |
Si |
Sj |
Sk |
Sl |
Sm |
Sn |
So |
Sp |
Sq |
Sr |
Ss |
St |
Su |
Sv |
Sw |
Sy |
Sz
 
Sca–Sce |
Sch |
Sci–Scz
 
Scha |
Schc |
Schd |
Sche |
Schg |
Schi |
Schj |
Schk |
Schl |
Schm |
Schn |
Scho |
Schp |
Schr |
Schs |
Scht |
Schu |
Schv |
Schw |
Schy
 
Schna |
Schne |
Schni |
Schno |
Schnu |
Schny
 
Schneb |
Schnec |
Schned |
Schnee |
Schneg |
Schneh |
Schnei |
Schnek |
Schnel |
Schnep |
Schner |
Schnet |
Schneu |
Schnew |
Schney |
Schnez
 
Schneib |
Schneic |
Schneid |
Schneie |
Schneik |
Schneis |
Schneit
 
Schneida |
Schneide |
Schneidh |
Schneidl |
Schneidm |
Schneidr |
Schneidt
 
Schneidem |
Schneiden |
Schneider |
Schneidew
 
Schneider, A |
Schneider, B |
Schneider, C |
Schneider, D |
Schneider, E |
Schneider, F |
Schneider, G |
Schneider, H |
Schneider, I |
Schneider, J |
Schneider, K |
Schneider, L |
Schneider, M |
Schneider, N |
Schneider, O |
Schneider, P |
Schneider, R |
Schneider, S |
Schneider, T |
Schneider, U |
Schneider, V |
Schneider, W |
Schneider, Y |
Schneiderb |
Schneidere |
Schneiderf |
Schneiderh |
Schneiderl |
Schneiderm |
Schneidero |
Schneiders |
Schneiderw
Die Liste der Biografien führt alle Personen auf, die in der deutschsprachigen Wikipedia einen Artikel haben. Dieses ist eine Teilliste mit 63 Einträgen von Personen, deren Namen mit den Buchstaben „Schneider, F“ beginnt.

## Schneider, F

### Schneider, Fa
- Schneider, Fanni (* 1996), österreichische Schauspielerin

### Schneider, Fe
- Schneider, Fedor (1879–1932), deutscher Historiker
- Schneider, Felix (* 1978), deutscher Eishockeyspieler
- Schneider, Felix (* 1985), deutscher Koch
- Schneider, Ferdinand (1812–1875), österreichischer Politiker, Landtagsabgeordneter
- Schneider, Ferdinand (1866–1955), deutscher Ingenieur, Unternehmer und Erfinder
- Schneider, Ferdinand (1911–1984), deutscher Chemiker
- Schneider, Ferdinand Josef (1879–1954), deutscher Literaturhistoriker und Hochschullehrer

### Schneider, Fl
- Schneider, Florian (* 1959), Schweizer Sänger, Liedermacher, Schauspieler, Erzähler und Kolumnist
- Schneider, Florian (* 1991), deutscher Politiker (SPD), MdL
- Schneider, Flurina (* 1976), Schweizer Humangeografin und Nachhhaltigkeitsforscherin

### Schneider, Fr
- Schneider, Frank (* 1942), deutscher Musikwissenschaftler und Intendant
- Schneider, Frank (* 1958), deutscher Taucher, Fotograf und Reisejournalist
- Schneider, Frank (* 1958), deutscher Psychiater und PsychologeFrank Schneider (* 1958)

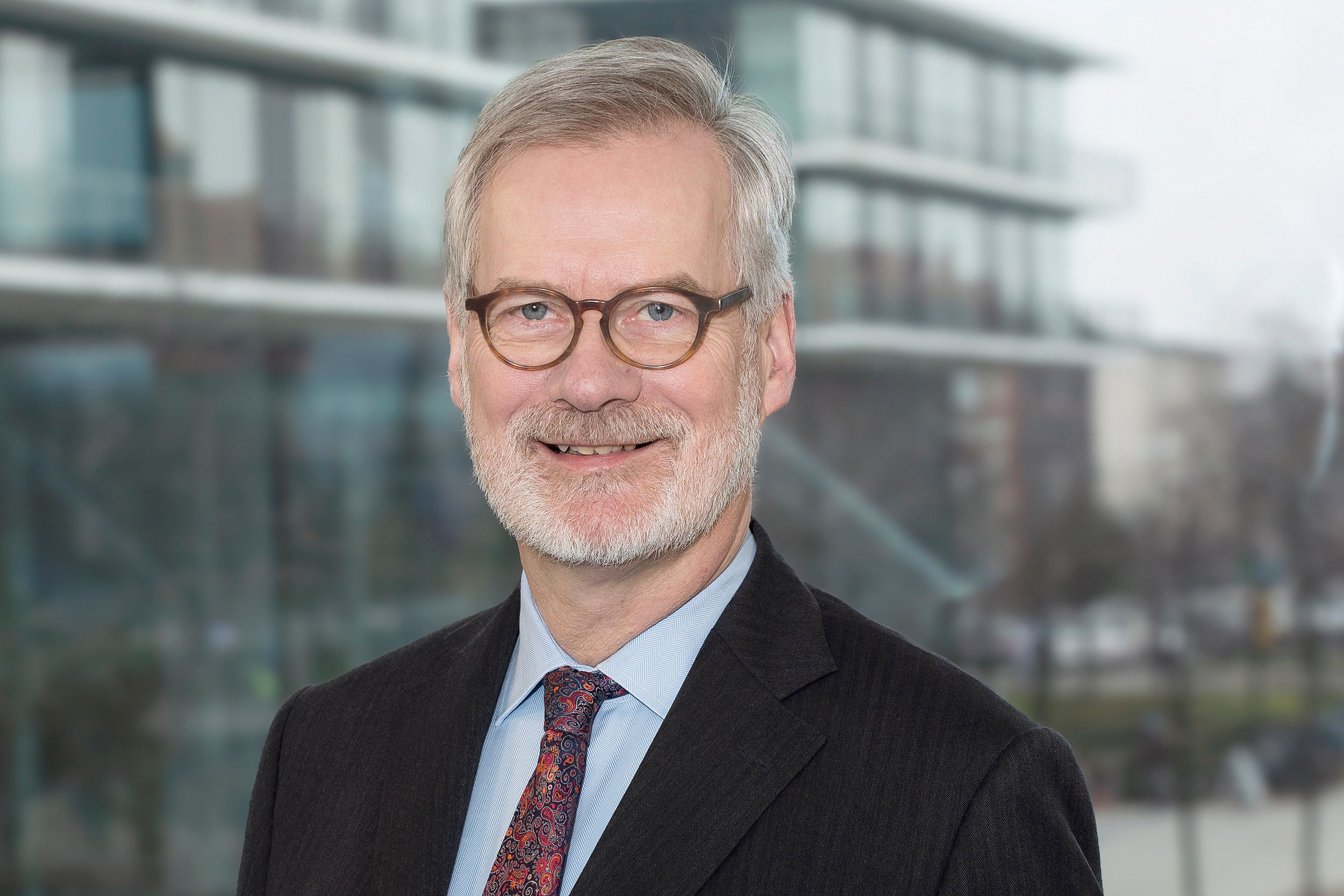
Frank Schneider (* 1958)

- Schneider, Frank (* 1961), deutscher Politiker (FDP)
- Schneider, Frank (* 1963), deutscher Kommunalpolitiker (CDU), Bürgermeister von Langenfeld
- Schneider, Frank (* 1979), französischer Fußballschiedsrichter
- Schneider, Franz († 1560), deutscher Politiker, Bürgermeister von Görlitz
- Schneider, Franz (1871–1941), deutscher Flugzeugpionier
- Schneider, Franz (1877–1948), deutscher Bildhauer, Architekt und Denkmalpfleger
- Schneider, Franz (1894–1933), deutscher Kommunist und NS-Opfer
- Schneider, Franz (1898–1974), Schweizer Fotograf
- Schneider, Franz (* 1900), Schweizer Kundschafter für die GRU
- Schneider, Franz (1916–1985), deutscher Volksschauspieler und Hörspielsprecher
- Schneider, Franz (1920–1985), deutscher Politiker (CVP, CDU), MdB
- Schneider, Franz (1932–2017), deutscher römisch-katholischer Geistlicher und Liturgiewissenschaftler
- Schneider, Franz Albert (1802–1887), deutscher Kaufmann
- Schneider, Franz Anton (1777–1820), österreichischer Rechtsanwalt, Freiheitskämpfer und 1809 Oberbefehlshaber des Vorarlberger Volksaufstandes
- Schneider, Franz Egon (1880–1943), deutscher Kirchenrechtler
- Schneider, Franz Joseph (1912–1984), deutscher Journalist und Werbefachmann
- Schneider, Franz Paul (1902–1970), deutscher Staatswissenschaftler
- Schneider, Franz von (1812–1897), österreichischer Chemiker und Mediziner
- Schneider, Franz Xaver (1789–1847), deutsch-österreichischer Bildhauer
- Schneider, Franz-Joachim (1925–2008), deutscher Verleger
- Schneider, Franzjosef (1888–1972), deutscher Heimatdichter
- Schneider, Fred (* 1951), US-amerikanischer RockmusikerFred Schneider (* 1951)

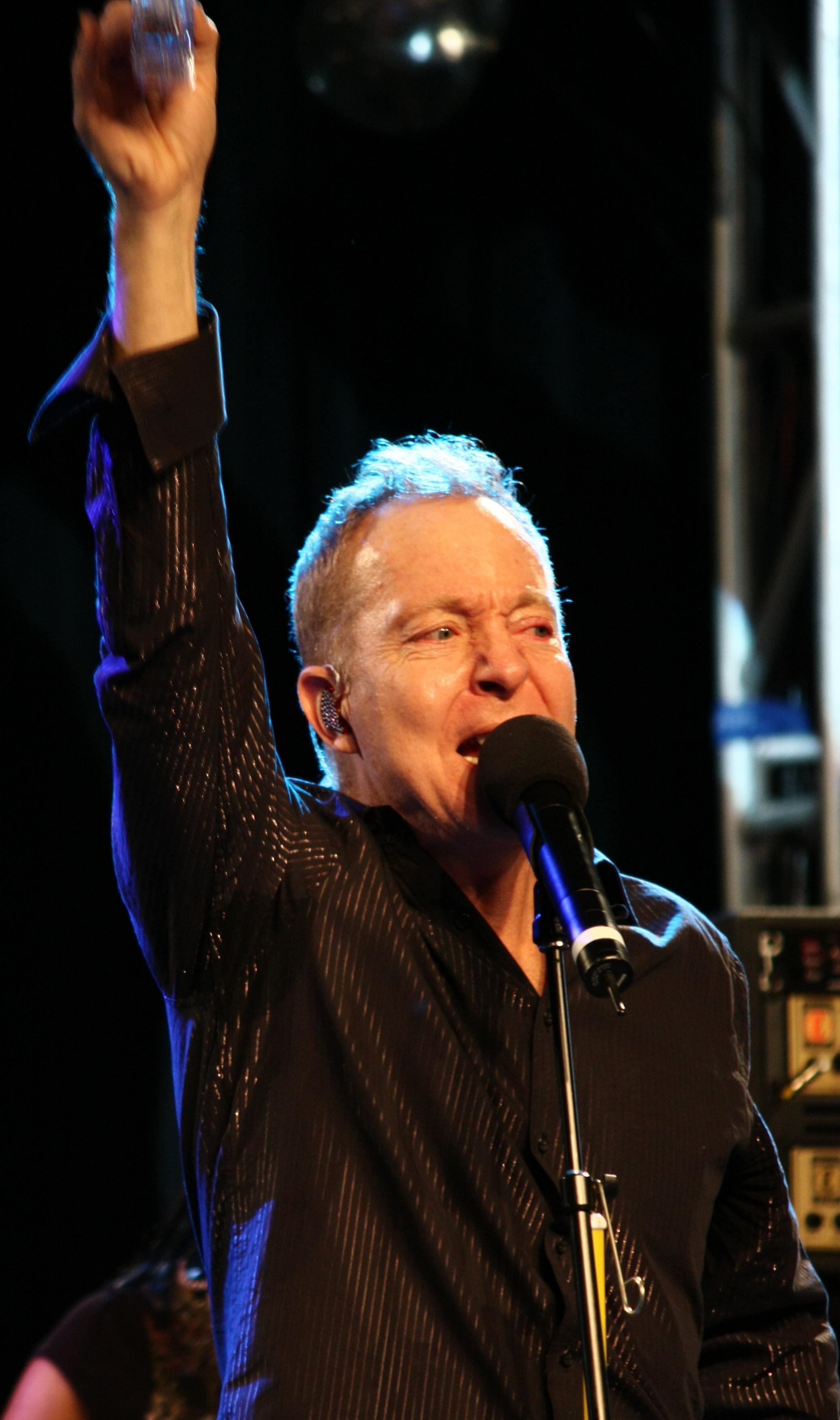
Fred Schneider (* 1951)

- Schneider, Fridolin (1823–1899), Schweizer Jurist und Politiker
- Schneider, Fridolin (1850–1922), deutscher Lehrer und Politiker (Zentrum), MdR
- Schneider, Friedhelm (1928–2021), deutscher Politiker (SPD)
- Schneider, Friedhelm (* 1953), deutscher Fußballspieler
- Schneider, Friedrich (1786–1853), deutscher Komponist, Organist und Kapellmeister
- Schneider, Friedrich (1799–1855), deutscher Artillerieoffizier und Schlachtenmaler
- Schneider, Friedrich (1815–1864), deutscher Verleger
- Schneider, Friedrich (1836–1907), deutscher katholischer Theologe
- Schneider, Friedrich (1881–1974), deutscher Erziehungswissenschaftler
- Schneider, Friedrich (1882–1945), deutscher Jurist und Polizeibeamter
- Schneider, Friedrich (1886–1966), Schweizer Politiker (SP)
- Schneider, Friedrich (1887–1962), deutscher Historiker
- Schneider, Friedrich (1913–1981), deutscher Jurist und Wissenschaftsmanager
- Schneider, Friedrich (1915–1977), deutscher Philosoph, Theologe, Hochschullehrer und evangelischer Priester
- Schneider, Friedrich (1937–2022), deutscher Ingenieur und Professor für Mess- und Regelungstechnik
- Schneider, Friedrich (* 1949), deutsch-österreichischer Ökonom und Hochschullehrer
- Schneider, Friedrich Anton (1831–1890), deutscher Zoologe und Hochschullehrer
- Schneider, Friedrich August Adolf (1824–1878), deutscher Uhrmacher, Unternehmer und sächsischer Regionalpolitiker
- Schneider, Friedrich J. H. (1923–2000), deutscher Zeichner, Illustrator, Maler und Kunstdozent
- Schneider, Friedrich Wilhelm (1801–1879), deutscher Forstwissenschaftler und Mathematiker
- Schneider, Fritz (1838–1921), deutscher Schriftsteller und Politiker (DFP, FVp), MdR
- Schneider, Fritz (1848–1885), deutscher Genre- und Porträtmaler der Münchner und Düsseldorfer Schule
- Schneider, Fritz (1875–1950), deutscher Maler, Illustrator, Kirchenmaler und Bühnenbildner
- Schneider, Fritz (1911–1985), Schweizer Entomologe
- Schneider, Fritz (1916–2006), deutscher Jurist und Politiker (FDP, CDU), MdL, rheinland-pfälzischer Landesminister
- Schneider, Fritz (* 1928), Schweizer Skispringer
- Schneider, Fritz (1930–2003), Schweizer Politiker aus dem Kanton Solothurn